# Svatobořice-Mistřín
Svatobořice-Mistřín (en allemand : Swatoborschitz-Mistersing) est une commune du district de Hodonín, dans la région de Moravie-du-Sud, en République tchèque. Sa population s'élevait à 3 528 habitants en 2024.

## Géographie
Svatobořice-Mistřín se trouve à 5 km au sud-ouest de Kyjov, à 15 km au nord-nord-ouest de Hodonín, à 43 km au sud-est de Brno et à 228 km au sud-est de Prague.
La commune est limitée par Sobůlky et Kyjov au nord, par Skoronice et Milotice à l'est et au sud-est, par Dubňany et Hovorany au sud, et par Šardice et Strážovice à l'ouest.

## Histoire
La première mention écrite de la localité date de 1228.

## Galerie

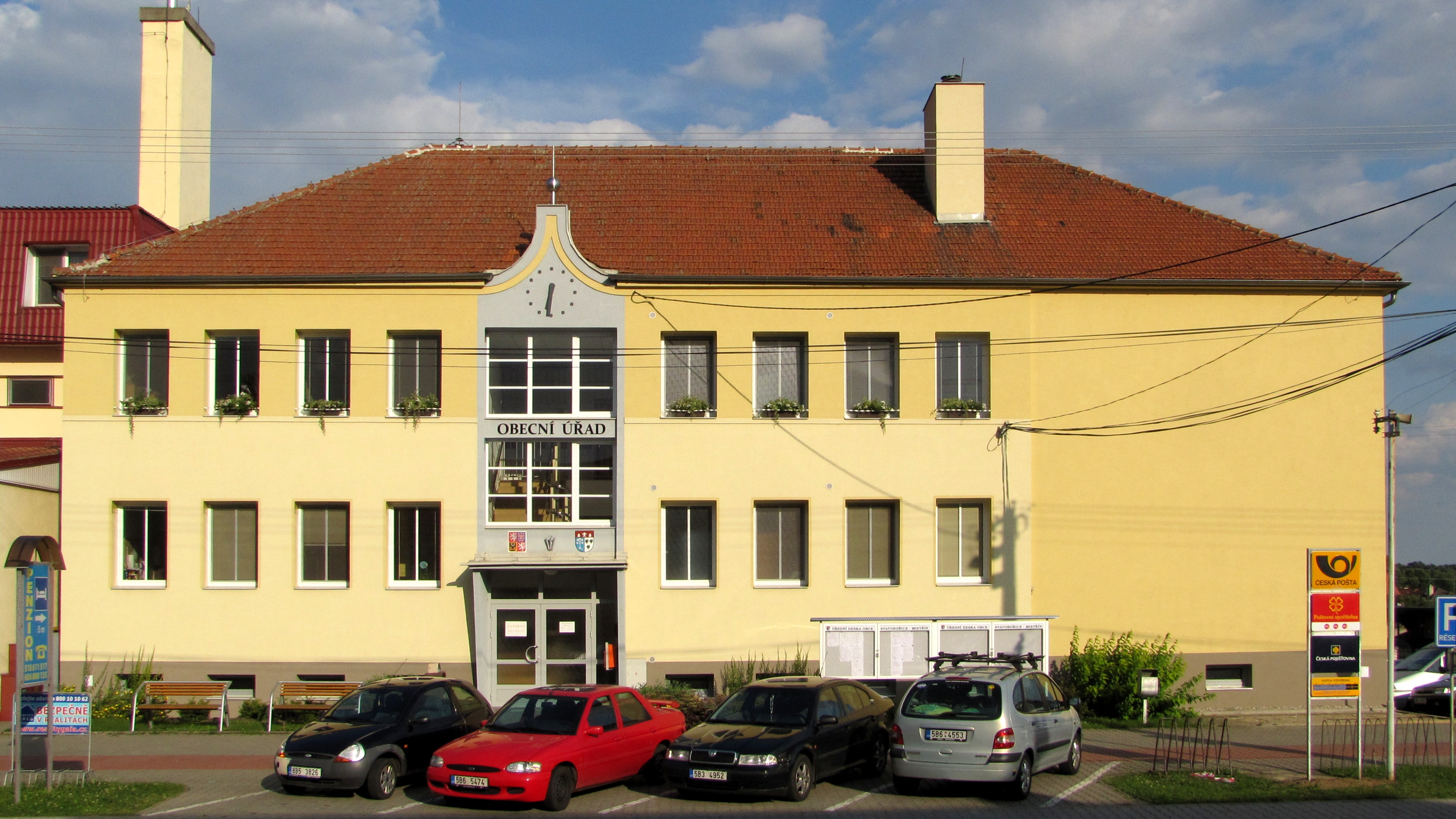
Svatobořice : hôtel de ville.
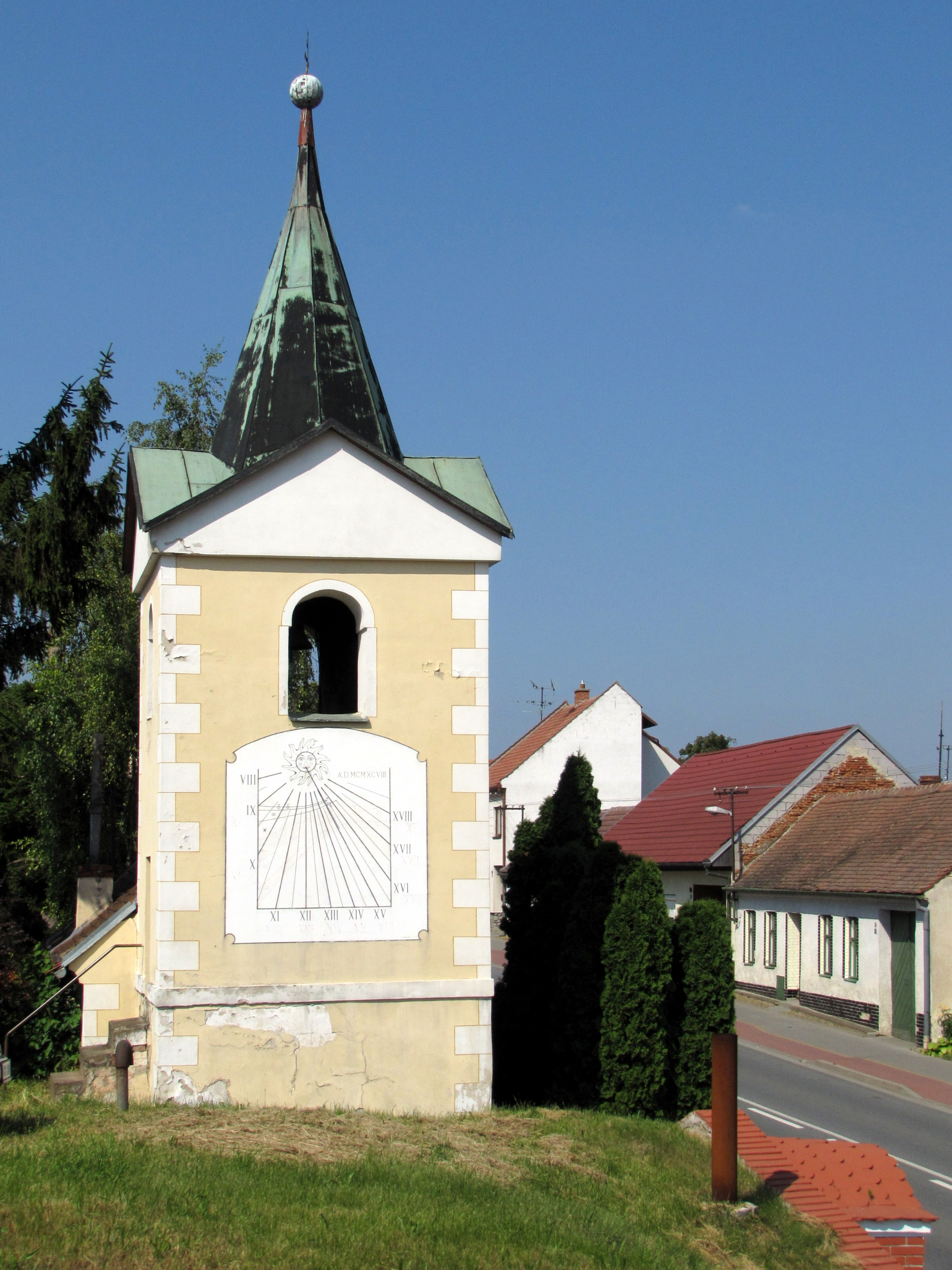
Clocher-tour.

## Transports
Par la route, Svatobořice-Mistřín se trouve à 4 km de Kyjov, à 17 km de Hodonín, à 53 km de Brno et à 260 km de Prague.